# Старая Тихоновка (Караганда)
Ста́рая Ти́хоновка (каз. Ескі Тихоновка) — бывший посёлок, расположенный в районе А. Бокейханова города Караганды (Пришахтинск).

## История
Посёлок Старая Тихоновка был основан в 1907 году украинскими переселенцами. Ранее на территории поселка находились пастбища. Безземельные крестьяне поселились в этом месте по разрешению царского правительства. Многие так и не доехав умирали в пути.
Первыми жителями на этой земле были Дьяченко, Беленко, Згардан, Сурина, Миропольская и другие.
Когда на эти земли приехал техник из Акмолинска и спросил как жители хотят назвать свой поселок, его староста, Згардан М., предложил назвать поселок в честь этого техника, которого звали Тихон. С тех пор поселок получил название «Тихоновка».
Старой Тихоновкой посёлок начал называться позже, когда в 1931 году построили посёлок Новая Тихоновка.
21 июня 1957 года близ посёлка на заводе № 4Д по производству взрывчатых веществ, применявшихся на взрывных работах, произошёл взрыв, в результате которого погибли 33 человека.